# الشهيد جواد حسني (قرية)
قرية الشهيد جواد حسنى هي إحدى القرى التابعة لمركز أبو حمص في محافظة البحيرة في جمهورية مصر العربية. حسب إحصاءات سنة 2006، بلغ إجمالي السكان في الشهيد جواد حسنى 14349 نسمة، منهم 7351 رجل و6998 امرأة.